# Zonana flamma
Zonana flamma är en insektsart som beskrevs av Delong och Freytag 1963. Zonana flamma ingår i släktet Zonana och familjen dvärgstritar. Inga underarter finns listade i Catalogue of Life.